# Caracteres yi
Los caracteres yi o nuosu (ꆈꌠꁱꂷ, nuosu bburma; en chino, 彝文; pinyin, Yí wén) son un silabario moderno basado en una antigua escritura ideográfica (yi clásico) y se usan en la escritura de las lenguas yi. Esta escritura se conoce históricamente en chino como Cuan Wen (en chino, 爨文; pinyin, Cuàn wén ) o Wei Shu (en chino tradicional, 韙書; en chino simplificado, 韪书; pinyin, Wéi shū) y varios otros nombres (夷字、倮語、倮倮文、畢摩文), entre ellos "escritura de renacuajo" (蝌蚪文).
Estos caracteres deben distinguirse de la romanización del yi (彝文羅馬拼音Yíwén Luómǎ pīnyīn ), un sistema (o sistemas) inventado por misioneros y usado intermitentemente por algunas instituciones gubernamentales (y todavía usado fuera de la provincia de Sichuan para las lenguas yi que no son nuosu, pero adaptado al hanyu pinyin estándar y usado para romanizar otro silabario basado en un subconjunto del chino simplificado).  Además existe el alfasilabario ideado por Sam Pollard, la escritura Pollard para el idioma Miao hablado en la provincia de Yunnan, que se adaptó también para el idioma nasu. La escritura tradicional yi se puede subdividir en cinco variedades principales (según Huáng Jiànmíng 1993): nuosu (la forma de prestigio de la lengua yi centrada en el área de Liangshan), nasu (incluido el wusa), nisu (Yi del Sur), sani (撒尼) y azhe (阿哲).  

## Yi clásico

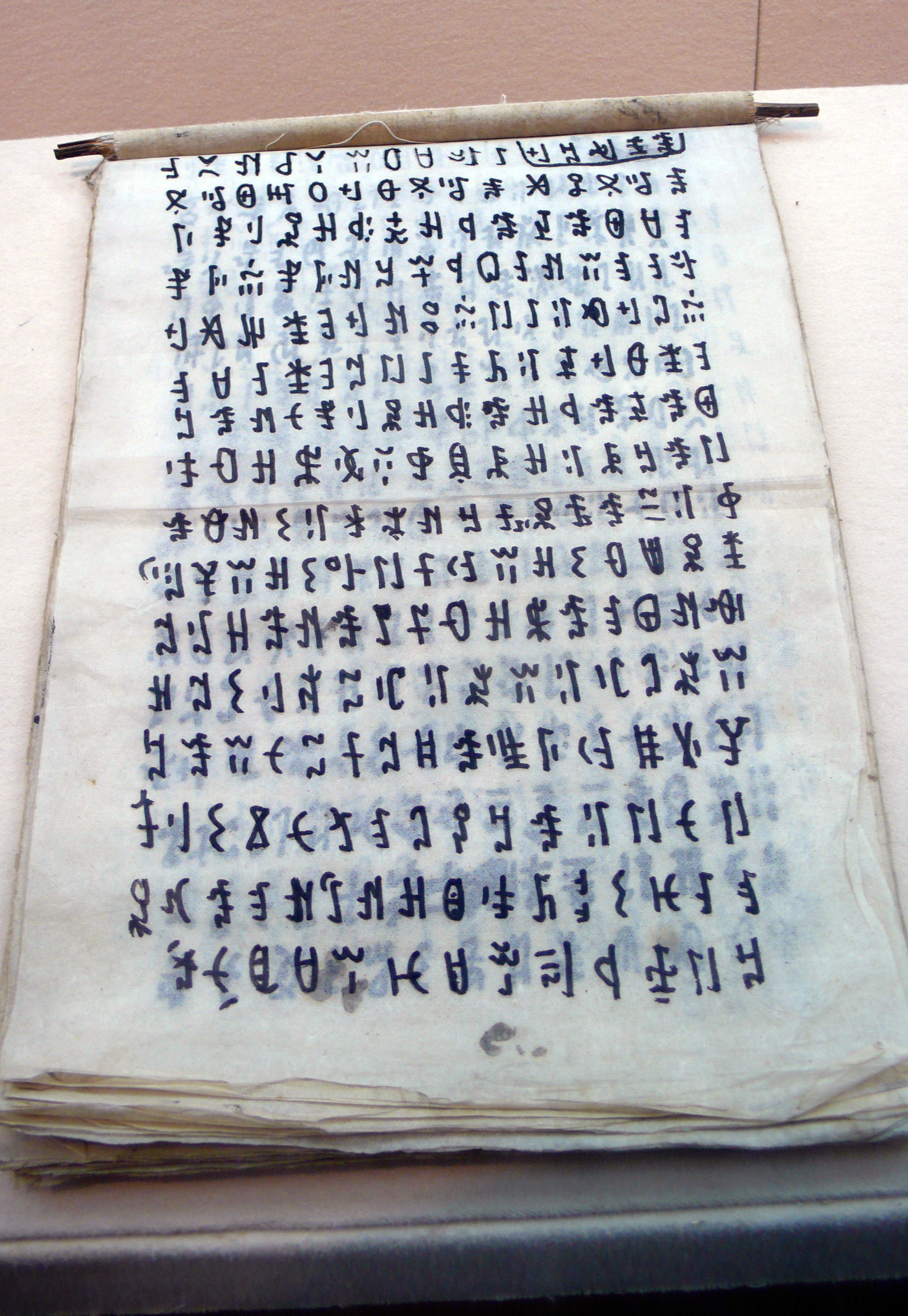
Manuscrito en el dialecto yi del norte. Museo de Culturas Étnicas (Univ. Minzu), Pekín.

El yi clásico o tradicional es un sistema logográfico silábico que supuestamente fue ideado, según la mitología nuosu, durante la dinastía Tang (618-907) por un héroe nuosu llamado Aki (en chino, 阿畸; pinyin, Āqí).  Sin embargo, los primeros ejemplos sobrevivientes de escritura yi datan de finales del siglo XV y principios del XVI; el ejemplo datado más antiguo es una inscripción en una campana de bronce de 1485. Hay decenas de miles de manuscritos yi que datan de varios siglos atrás, aunque la mayoría no tienen fecha. Recientemente se han publicado varios manuscritos escritos en escritura yi tradicional.
Se dice que la escritura original comprendía 1.840 caracteres, pero con los siglos se han desarrollado formas de glifos muy divergentes en diferentes áreas de habla yi; un ejemplo extremo es el carácter para "estómago", que tiene unas cuarenta variantes. Debido a esta variación regional, constan hasta 90.000 glifos yi diferentes en manuscritos e inscripciones. Aunque funcionan de manera similar a los caracteres chinos, estos caracteres son independientes en su forma y hay pocos indicios de que estén directamente relacionados. Sin embargo, hay algunos préstamos del chino, como los caracteres numéricos utilizados en algunas tradiciones de escritura yi.

Las lenguas escritas con la escritura clásica incluían el nuosu, el nisu, el  nusa wusa y el mantsi. Tradicionalmente, se escribía verticalmente, de arriba abajo (ver imágenes a continuación) en columnas de derecha a izquierda (como el chino antiguo), pero algunas transcripciones modernas lo muestran horizontalmente de izquierda a derecha (los glifos se giran 90 grados en sentido antihorario, en oposición a lo que se hace para el uso moderno de caracteres ideográficos chinos que preservan su orientación), en líneas de arriba abajo.

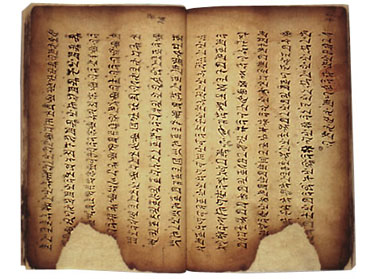
Un manuscrito yi de 1814.
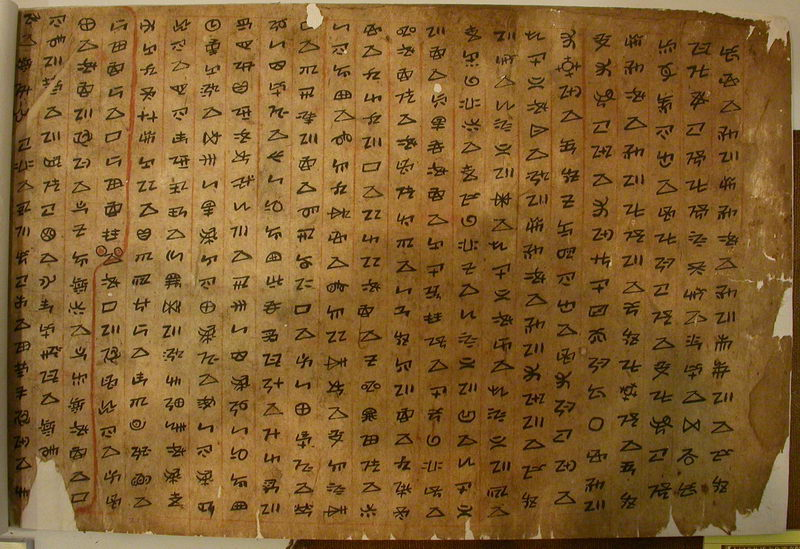
Un manuscrito clásico yi.

## Yi moderno
La escritura yi moderna (ꆈꌠꁱꂷ nuosu bburma [nɔ̄sβ̩ bβ̠̩mā] 'escritura nuosu') es un silabario estandarizado derivado de la escritura clásica en 1974 por la Comisión de Asuntos Étnicos local en Sichuan.
En 1980, fue ratificada por el Consejo de Estado como escritura oficial del dialecto Liangshan de la lengua yi nuosu de la prefectura autónoma yi de Liangshan, y en consecuencia se conoce como escritura yi estándar de Liangshan (涼山規範彝文Liángshān guīfàn Yíwén). Hay 756 glifos básicos basados en el dialecto Liangshan, más 63 para sílabas utilizadas únicamente en palabras tomadas del chino.
Yunnan no adoptó oficialmente la escritura Liangshan, pero desarrolló su propia escritura estándar yi de Yunnan (云南规范彝文方案Yúnnán Guīfàn Yíwén Fāng'àn ) sobre principios diferentes, que enfatizaban la inteligibilidad entre dialectos, así como la retención de formas logográficas compartidas. La escritura de Yunnan tiene 2.608 glifos, de los cuales 2.258 son logográficos, además de 350 glifos fonéticos. La escritura de Yunnan fue ratificada por el gobierno provincial de Yunnan en 1987. Guizhou publicó un diccionario en 1991 que identificaba formas estándar y variantes de los logogramas tradicionales yi utilizados en el área de la lengua nasu.
El silabario nativo representa sílabas de vocal y de consonante-vocal, formadas por 43 consonantes y 8 vocales que pueden ocurrir con cualquiera de tres tonos, más dos vocales "zumbadas" que solo pueden ocurrir como tono medio. No todas las combinaciones son posibles.
Aunque el dialecto Liangshan tiene cuatro tonos (y otros tienen más), solo tres tonos (alto, medio, bajo) tienen glifos separados. El cuarto tono (ascendente) a veces puede aparecer como una inflexión gramatical del tono medio, por lo que se escribe con el glifo de tono medio más una marca diacrítica (un arco superíndice). Contando las sílabas con este diacrítico, la escritura representa 1.164 sílabas. Además, hay una marca de iteración de sílaba, ꀕ (representada como w en Pinyin Yi), que se utiliza para duplicar una sílaba anterior.

### Yi en pinyin

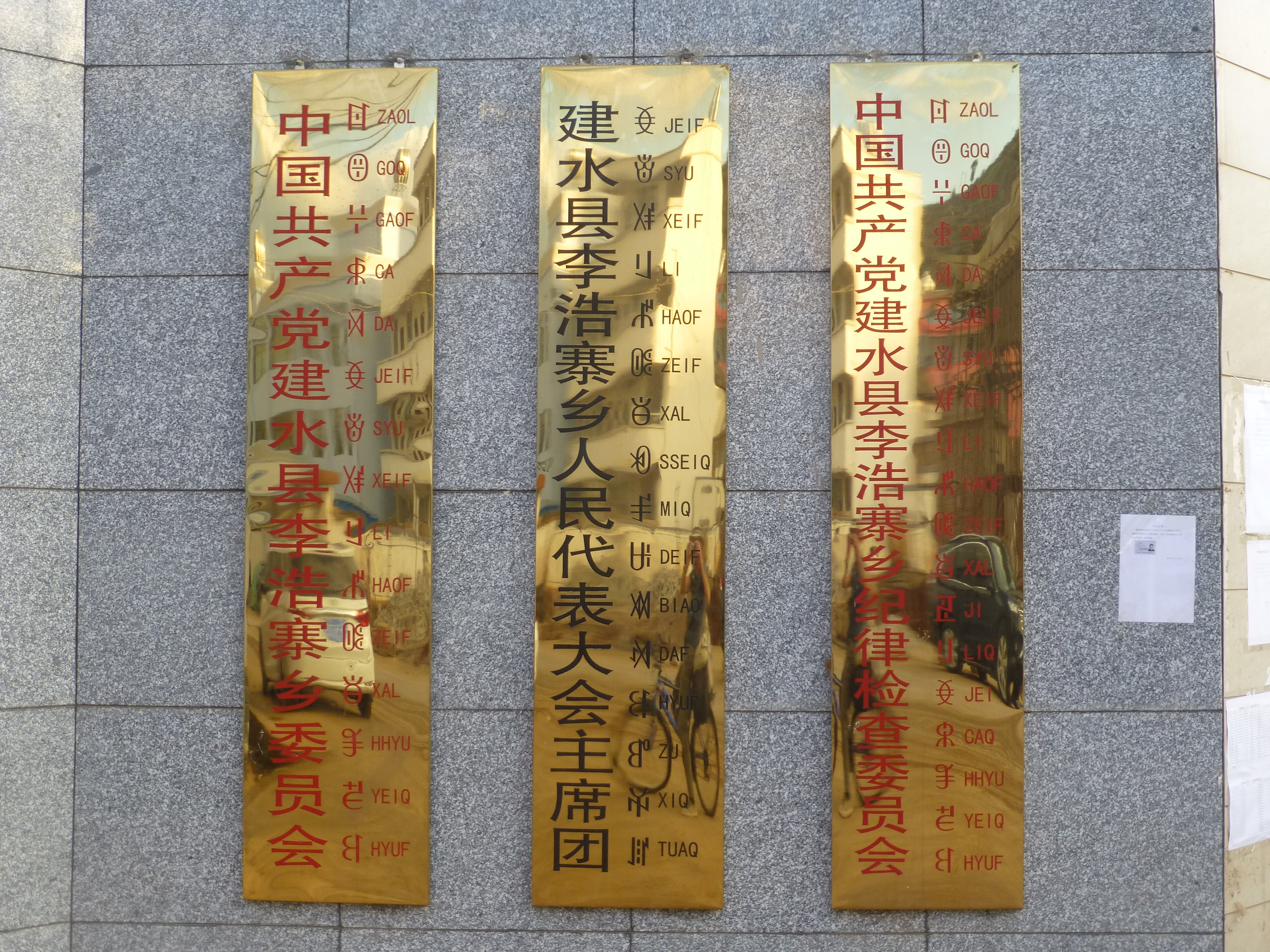
Letreros trilingües, en chino (escritura ideográfica), yi (escritura silábica) y hani (romanización alfabética de pinyin han) en la oficina gubernamental del municipio de Lihaozhai. Condado de Jianshui, Yunnan. Los textos Yi y Hani aparentemente tienen una correspondencia sílaba a sílaba con el texto chino. Aquí no se utiliza la transcripción estándar Sichuan Yi Pinyin porque estos carteles se muestran en una provincia donde el idioma Nuosu (Yi del Norte) no se habla de forma nativa. La transcripción mostrada con la escritura silábica Yi moderna (que es una gran simplificación de la escritura logosilábica Yi clásica que se usaba antes de 1980 pero con muchas variantes no estandarizadas) es menos precisa que la romanización Hani Pinyin moderna.

Actualmente sólo el idioma yi del Norte (nuosu), hablado en Sichuan, está estandarizado y oficializado utilizando el silabario yi moderno. El silabario también se puede utilizar para otras lenguas lolo en otras partes de China, en particular para el dialecto hani (yi del sur) hablado en la provincia de Yunnan, donde se usa en público (junto con romanizaciones o transcripciones han), pero su romanización pinyin utiliza un sistema diferente, basado en el pinyin chino, que puede ofrecer distinciones fonéticas adicionales que todavía no se pueden representar en el silabario yi estándar.
Las letras del pinyin del yi expandido que se utilizan para escribir nuosu (yi del Norte) en la provincia de Sichuan son:

#### Consonantes
Las series consonánticas son: tenuis oclusiva, aspirada, sonora, prenasalizada, nasal sorda, nasal sonora, fricativa sorda y fricativa sonora, respectivamente. Además, hl, l son laterales y hx es [h]. Las escrituras v, w, ss, r, y son las fricativas sonoras. Para las oclusivas y las africadas (así como con la s), la sonoridad se muestra duplicando la letra.
- Serie oclusiva
  - Labial : b [p], p [pʰ], bb [b], nb [ᵐb], [m̥], m [m], f [f], v [v]
  - Alveolar : d [t], t [tʰ], dd [d], [ⁿd], hn [n̥], n [n], hl [l̥], l [l]
  - Velar : g [k], k [kʰ], gg [ɡ], mg [ᵑɡ], hx [h], ng [ŋ], h [x], w [ɣ]
- Series africadas y fricativas
  - Alveolar : z [t͡s], c [t͡sʰ], zz [d͡z], nz [ⁿd͡z], s [s], ss [z]
  - Retroflex : zh [t͡ʂ], ch [t͡ʂʰ], rr [d͡ʐ], nr [ⁿd͡ʐ], sh [ʂ], r [ʐ]
  - Palatal : j [t͡ɕ], q [t͡ɕʰ], jj [d͡ʑ], nj [ⁿd͡ʑ], nuevo [ɲ], x [ɕ], y [ʑ]

#### Vocales
| Transliteración Sichuan yi Pinyin | i         | ie  | a         | uo        | o         | e         | u          | ur         | y   | yr  |
| Transcripción AFI (para el nuoso) | [i] o [e̝] | [ɛ] | [a] o [a̠] | [ɔ] o [ɔ̠] | [o] o [o̝] | [ɯ] o [ɤ̝] | [u] o [v̩ʷ] | [u̠] o [v̠̩ʷ] | [z̩] | [z̠̩] |

Las dos vocales "zumbadas" romanizadas en pinyin como 'ur' e 'yr' (que aparecen solo con el tono medio en el dialecto nuosu estándar) se transcriben de forma distinta en las notaciones del AFI utilizando un signo menos subscrito debajo de la vocal base; este signo menos diacrítico es opcional en las transcripciones fonológicas debajo de la vocal base [a] o [ɔ] ya que no es distintivo. Las otras transcripciones alternativas que utilizan un diacrítico "up tack" debajo de la vocal base sólo son fonéticas para algunos dialectos nuosu, pero no son necesarias en las transcripciones fonológicas.

#### Tonos
Una sílaba pinyin sin marcar tiene un tono de nivel medio (33), es decir [ā] (o alternativamente representado [a³³] o [a˧]). Otros tonos se representan en el pinyin yi de Sichuan añadiendo una consonante latina básica y se transcriben en AFI añadiendo dígitos modificadores o símbolos de tono AFI, o añadiendo un acento diacrítico sobre el símbolo de vocal base:
- t : tono de alto nivel (55), es decir [a̋] (o alternativamente [a⁵⁵] o [a˥] )
- x : tono alto ascendente (34), es decir [ǎ] o [á] (o alternativamente [a³⁴] o [a˧˦] )
- p : tono bajo descendente (21), es decir [â] (o alternativamente [a²¹] o [a˨˩] )

### Silabario
El silabario del yi moderno estándar se ilustra en las dos tablas siguientes. El sonido consonántico representado en cada columna viene primero antes del sonido vocálico y tonal representado en cada fila; la celda superior derecha (resaltada con un fondo rosa en la tabla a continuación) muestra la marca de iteración de sílaba adicional (en el Sichuan Yi Pinyin estándar, se romaniza como 'w', pero su valor fonético real es variable y proviene directamente de la sílaba escrita justo antes).
Las sílabas representadas para el tono ascendente (-x) se resaltan con un fondo amarillo pálido y se basan en el glifo del tono medio (o del tono grave si no hay sílaba representada para el tono medio), con un trazo adicional para el arco del superíndice. Los tres glifos para ꅷ, ꋺ, ꃲ     Las sílabas con tono ascendente (resaltadas con un fondo amarillo simple en las dos tablas siguientes) se componen de manera diferente a otras sílabas con tono ascendente: como la sílaba raíz (es decir, 'hno, nzo, ve') para sus caracteres no tiene una forma en el tono medio normal (en la siguiente fila), utilizan el carácter de tono bajo (-p, que se muestra dos filas más abajo) con el arco diacrítico (-x) que indica el tono ascendente.
|          | –  | b [p] | p [pʰ] | bb [b] | nb [ᵐb] | hm [m̥] | m [m] | f [f] | v [v] | d [t] | t [tʰ] | dd [d] | nd [ⁿd] | hn [n̥] | n [n] | hl [l̥] | l [l] | g [k] | k [kʰ] | gg [ɡ] | mg [ᵑɡ] | hx [h] | ng [ŋ] | h [x] | w [ɣ] | ꀕ       |
| it [e̝̋]   | ꀀ | ꀖ    | ꀸ     | ꁖ     | ꁶ      | ꂑ     | ꂮ    | ꃍ    | ꃢ    | ꄀ    | ꄚ     | ꄶ     | ꅑ      | ꅨ     | ꅽ    | ꆗ     | ꆷ    | ꇚ    | ꇸ     | ꈔ     |         | ꉆ     |        | ꉮ    |       | it [e̝̋]   |
| ix [é̝]   | ꀁ | ꀗ    | ꀹ     | ꁗ     | ꁷ      | ꂒ     | ꂯ    | ꃎ    | ꃣ    | ꄁ    | ꄛ     | ꄷ     | ꅒ      | ꅩ     | ꅾ    | ꆘ     | ꆸ    | ꇛ    | ꇹ     | ꈕ     |         | ꉇ     |        |       |       | ix [é̝]   |
| i [ē̝]    | ꀂ | ꀘ    | ꀺ     | ꁘ     | ꁸ      | ꂓ     | ꂰ    | ꃏ    | ꃤ    | ꄂ    | ꄜ     | ꄸ     | ꅓ      | ꅪ     | ꅿ    | ꆙ     | ꆹ    | ꇜ    | ꇺ     | ꈖ     |         | ꉈ     |        |       |       | i [ē̝]    |
| ip [ê̝]   | ꀃ | ꀙ    | ꀻ     | ꁙ     | ꁹ      | ꂔ     | ꂱ    | ꃐ    | ꃥ    | ꄃ    | ꄝ     | ꄹ     | ꅔ      | ꅫ     | ꆀ    | ꆚ     | ꆺ    | ꇝ    | ꇻ     |        |         | ꉉ     |        |       |       | ip [ê̝]   |
| iet [ɛ̠̋]  | ꀄ | ꀚ    |        | ꁚ     |         |        |       |       | ꃦ    |       |        |        |         | ꅬ     |       |        | ꆻ    | ꇞ    |        |        |         | ꉊ     |        |       |       | iet [ɛ̠̋]  |
| iex [ɛ̠́]  | ꀅ | ꀛ    | ꀼ     | ꁛ     | ꁺ      | ꂕ     | ꂲ    |       | ꃧ    | ꄄ    | ꄞ     | ꄺ     | ꅕ      | ꅭ     | ꆁ    | ꆛ     | ꆼ    | ꇟ    | ꇼ     | ꈗ     | ꈰ      | ꉋ     | ꉝ     | ꉯ    |       | iex [ɛ̠́]  |
| ie [ɛ̠̄]   | ꀆ | ꀜ    | ꀽ     | ꁜ     | ꁻ      | ꂖ     | ꂳ    |       | ꃨ    | ꄅ    | ꄟ     | ꄻ     | ꅖ      | ꅮ     | ꆂ    | ꆜ     | ꆽ    | ꇠ    | ꇽ     | ꈘ     | ꈱ      | ꉌ     | ꉞ     | ꉰ    |       | ie [ɛ̠̄]   |
| iep [ɛ̠̂]  | ꀇ | ꀝ    | ꀾ     | ꁝ     | ꁼ      | ꂗ     | ꂴ    |       | ꃩ    | ꄆ    | ꄠ     | ꄼ     |         | ꅯ     | ꆃ    | ꆝ     | ꆾ    | ꇡ    | ꇾ     | ꈙ     |         | ꉍ     | ꉟ     |       |       | iep [ɛ̠̂]  |
| at [a̠̋]   | ꀈ | ꀞ    | ꀿ     | ꁞ     | ꁽ      | ꂘ     | ꂵ    | ꃑ    | ꃪ    | ꄇ    | ꄡ     | ꄽ     | ꅗ      | ꅰ     |       | ꆞ     | ꆿ    | ꇢ    | ꇿ     | ꈚ     | ꈲ      | ꉎ     | ꉠ     | ꉱ    | ꊀ    | at [a̠̋]   |
| ax [á̠]   | ꀉ | ꀟ    | ꁀ     | ꁟ     | ꁾ      | ꂙ     | ꂶ    | ꃒ    | ꃫ    | ꄈ    | ꄢ     | ꄾ     | ꅘ      | ꅱ     | ꆄ    | ꆟ     | ꇀ    | ꇣ    | ꈀ     | ꈛ     | ꈳ      | ꉏ     | ꉡ     | ꉲ    | ꊁ    | ax [á̠]   |
| a [ā̠]    | ꀊ | ꀠ    | ꁁ     | ꁠ     | ꁿ      | ꂚ     | ꂷ    | ꃓ    | ꃬ    | ꄉ    | ꄣ     | ꄿ     | ꅙ      | ꅲ     | ꆅ    | ꆠ     | ꇁ    | ꇤ    | ꈁ     | ꈜ     | ꈴ      | ꉐ     | ꉢ     | ꉳ    | ꊂ    | a [ā̠]    |
| ap [â̠]   | ꀋ | ꀡ    | ꁂ     | ꁡ     | ꂀ      | ꂛ     | ꂸ    | ꃔ    | ꃭ    | ꄊ    | ꄤ     | ꅀ     | ꅚ      | ꅳ     | ꆆ    | ꆡ     | ꇂ    | ꇥ    | ꈂ     | ꈝ     | ꈵ      | ꉑ     | ꉣ     | ꉴ    | ꊃ    | ap [â̠]   |
| uot [ɔ̠̋]  |    |       |        |        |         |        | ꂹ    |       |       |       | ꄥ     |        |         |        |       |        | ꇃ    | ꇦ    |        | ꈞ     |         | ꉒ     | ꉤ     | ꉵ    |       | uot [ɔ̠̋]  |
| uox [ɔ̠́]  | ꀌ | ꀢ    | ꁃ     | ꁢ     |         | ꂜ     | ꂺ    |       |       | ꄋ    | ꄦ     | ꅁ     |         | ꅴ     | ꆇ    | ꆢ     | ꇄ    | ꇧ    | ꈃ     | ꈟ     | ꈶ      | ꉓ     | ꉥ     | ꉶ    | ꊄ    | uox [ɔ̠́]  |
| uo [ɔ̠̄]   | ꀍ | ꀣ    | ꁄ     | ꁣ     |         | ꂝ     | ꂻ    |       |       | ꄌ    | ꄧ     | ꅂ     |         | ꅵ     | ꆈ    | ꆣ     | ꇅ    | ꇨ    | ꈄ     | ꈠ     | ꈷ      | ꉔ     | ꉦ     | ꉷ    | ꊅ    | uo [ɔ̠̄]   |
| uop [ɔ̠̂]  | ꀎ | ꀤ    | ꁅ     | ꁤ     |         | ꂞ     | ꂼ    |       |       |       | ꄨ     | ꅃ     |         |        | ꆉ    | ꆤ     | ꇆ    | ꇩ    | ꈅ     | ꈡ     | ꈸ      | ꉕ     |        | ꉸ    | ꊆ    | uop [ɔ̠̂]  |
| ot [ő̝]   | ꀏ | ꀥ    | ꁆ     | ꁥ     | ꂁ      | ꂟ     | ꂽ    |       | ꃮ    | ꄍ    | ꄩ     | ꅄ     | ꅛ      | ꅶ     | ꆊ    |        | ꇇ    | ꇪ    | ꈆ     | ꈢ     | ꈹ      | ꉖ     | ꉧ     | ꉹ    |       | ot [ő̝]   |
| ox [ó̝]   | ꀐ | ꀦ    | ꁇ     | ꁦ     | ꂂ      | ꂠ     | ꂾ    | ꃕ    | ꃯ    | ꄎ    | ꄪ     | ꅅ     | ꅜ      | ꅷ     | ꆋ    | ꆥ     | ꇈ    | ꇫ    | ꈇ     | ꈣ     | ꈺ      | ꉗ     | ꉨ     | ꉺ    | ꊇ    | ox [ó̝]   |
| o [ō̝]    | ꀑ | ꀧ    | ꁈ     | ꁧ     | ꂃ      | ꂡ     | ꂿ    | ꃖ    | ꃰ    | ꄏ    | ꄫ     | ꅆ     | ꅝ      |        | ꆌ    | ꆦ     | ꇉ    | ꇬ    | ꈈ     | ꈤ     | ꈻ      | ꉘ     | ꉩ     | ꉻ    | ꊈ    | o [ō̝]    |
| op [ô̝]   | ꀒ | ꀨ    | ꁉ     | ꁨ     | ꂄ      | ꂢ     | ꃀ    | ꃗ    | ꃱ    | ꄐ    | ꄬ     | ꅇ     | ꅞ      | ꅸ     | ꆍ    | ꆧ     | ꇊ    | ꇭ    | ꈉ     | ꈥ     | ꈼ      | ꉙ     | ꉪ     | ꉼ    | ꊉ    | op [ô̝]   |
|          | –  | b [p] | p [pʰ] | bb [b] | nb [ᵐb] | hm [m̥] | m [m] | f [f] | v [v] | d [t] | t [tʰ] | dd [d] | nd [ⁿd] | hn [n̥] | n [n] | hl [l̥] | l [l] | g [k] | k [kʰ] | gg [ɡ] | mg [ᵑɡ] | hx [h] | ng [ŋ] | h [x] | w [ɣ] |          |
| et [ɤ̝̋]   |    |       |        |        |         |        |       |       |       |       |        |        |         |        |       |        |       | ꇮ    | ꈊ     | ꈦ     |         |        |        |       |       | et [ɤ̝̋]   |
| ex [ɤ̝́]   | ꀓ | ꀩ    |        | ꁩ     |         |        | ꃁ    |       | ꃲ    | ꄑ    | ꄭ     | ꅈ     | ꅟ      | ꅹ     | ꆎ    | ꆨ     | ꇋ    | ꇯ    | ꈋ     | ꈧ     | ꈽ      | ꉚ     | ꉫ     | ꉽ    | ꊊ    | ex [ɤ̝́]   |
| e [ɤ̝̄]    | ꀔ | ꀪ    |        | ꁪ     |         |        | ꃂ    |       |       | ꄒ    | ꄮ     | ꅉ     | ꅠ      | ꅺ     | ꆏ    | ꆩ     | ꇌ    | ꇰ    | ꈌ     | ꈨ     | ꈾ      | ꉛ     | ꉬ     | ꉾ    | ꊋ    | e [ɤ̝̄]    |
| ep [ɤ̝̂]   |    | ꀫ    |        | ꁫ     |         |        |       |       | ꃳ    | ꄓ    | ꄯ     | ꅊ     | ꅡ      | ꅻ     | ꆐ    | ꆪ     | ꇍ    | ꇱ    | ꈍ     | ꈩ     | ꈿ      | ꉜ     | ꉭ     | ꉿ    | ꊌ    | ep [ɤ̝̂]   |
| ut [v̩̋ʷ]  |    | ꀬ    | ꁊ     | ꁬ     | ꂅ      | ꂣ     | ꃃ    | ꃘ    | ꃴ    | ꄔ    | ꄰ     | ꅋ     | ꅢ      | ꅼ     | ꆑ    | ꆫ     | ꇎ    | ꇲ    | ꈎ     | ꈪ     | ꉀ      |        |        |       |       | ut [v̩̋ʷ]  |
| ux [v̩́ʷ]  |    | ꀭ    | ꁋ     | ꁭ     | ꂆ      | ꂤ     | ꃄ    | ꃙ    | ꃵ    | ꄕ    | ꄱ     | ꅌ     | ꅣ      |        | ꆒ    | ꆬ     | ꇏ    | ꇳ    | ꈏ     | ꈫ     | ꉁ      |        |        |       |       | ux [v̩́ʷ]  |
| u [v̩̄ʷ]   |    | ꀮ    | ꁌ     | ꁮ     | ꂇ      | ꂥ     | ꃅ    | ꃚ    | ꃶ    | ꄖ    | ꄲ     | ꅍ     | ꅤ      |        | ꆓ    | ꆭ     | ꇐ    | ꇴ    | ꈐ     | ꈬ     | ꉂ      |        |        |       |       | u [v̩̄ʷ]   |
| up [v̩̂ʷ]  |    | ꀯ    | ꁍ     | ꁯ     | ꂈ      | ꂦ     | ꃆ    | ꃛ    | ꃷ    | ꄗ    | ꄳ     | ꅎ     | ꅥ      |        | ꆔ    | ꆮ     | ꇑ    | ꇵ    | ꈑ     | ꈭ     | ꉃ      |        |        |       |       | up [v̩̂ʷ]  |
| urx [v̠̩́ʷ] |    | ꀰ    | ꁎ     | ꁰ     | ꂉ      | ꂧ     | ꃇ    | ꃜ    | ꃸ    | ꄘ    | ꄴ     | ꅏ     | ꅦ      |        | ꆕ    | ꆯ     | ꇒ    | ꇶ    | ꈒ     | ꈮ     | ꉄ      |        |        |       |       | urx [v̠̩́ʷ] |
| ur [v̠̩̄ʷ]  |    | ꀱ    | ꁏ     | ꁱ     | ꂊ      | ꂨ     | ꃈ    | ꃝ    | ꃹ    | ꄙ    | ꄵ     | ꅐ     | ꅧ      |        | ꆖ    | ꆰ     | ꇓ    | ꇷ    | ꈓ     | ꈯ     | ꉅ      |        |        |       |       | ur [v̠̩̄ʷ]  |
| yt [z̩̋]   |    | ꀲ    | ꁐ     | ꁲ     | ꂋ      |        | ꃉ    | ꃞ    | ꃺ    |       |        |        |         |        |       | ꆱ     | ꇔ    |       |        |        |         |        |        |       |       | yt [z̩̋]   |
| yx [ź̩]   |    | ꀳ    | ꁑ     | ꁳ     | ꂌ      | ꂩ     | ꃊ    | ꃟ    | ꃻ    |       |        |        |         |        |       | ꆲ     | ꇕ    |       |        |        |         |        |        |       |       | yx [ź̩]   |
| y [z̩̄]    |    | ꀴ    | ꁒ     | ꁴ     | ꂍ      | ꂪ     | ꃋ    | ꃠ    | ꃼ    |       |        |        |         |        |       | ꆳ     | ꇖ    |       |        |        |         |        |        |       |       | y [z̩̄]    |
| yp [ẑ̩]   |    | ꀵ    | ꁓ     | ꁵ     | ꂎ      | ꂫ     | ꃌ    | ꃡ    | ꃽ    |       |        |        |         |        |       | ꆴ     | ꇗ    |       |        |        |         |        |        |       |       | yp [ẑ̩]   |
| yrx [ź̠̩]  |    | ꀶ    | ꁔ     |        | ꂏ      | ꂬ     |       |       | ꃾ    |       |        |        |         |        |       | ꆵ     | ꇘ    |       |        |        |         |        |        |       |       | yrx [ź̠̩]  |
| yr [z̠̩̄]   |    | ꀷ    | ꁕ     |        | ꂐ      | ꂭ     |       |       | ꃿ    |       |        |        |         |        |       | ꆶ     | ꇙ    |       |        |        |         |        |        |       |       | yr [z̠̩̄]   |
|          | –  | b [p] | p [pʰ] | bb [b] | nb [ᵐb] | hm [m̥] | m [m] | f [f] | v [v] | d [t] | t [tʰ] | dd [d] | nd [ⁿd] | hn [n̥] | n [n] | hl [l̥] | l [l] | g [k] | k [kʰ] | gg [ɡ] | mg [ᵑɡ] | hx [h] | ng [ŋ] | h [x] | w [ɣ] |          |

|          | z [t͡s] | c [t͡sʰ] | zz [d͡z] | nz [ⁿd͡z] | s [s] | ss [z] | zh [t͡ʂ] | ch [t͡ʂʰ] | rr [d͡ʐ] | nr [ⁿd͡ʐ] | sh [ʂ] | r [ʐ] | j [t͡ɕ] | q [t͡ɕʰ] | jj [d͡ʑ] | nj [ⁿd͡ʑ] | ny [ɲ] | x [ɕ] | y [ʑ] |          |
| it [e̝̋]   | ꊍ     | ꊮ      | ꋐ      | ꋭ       | ꌉ    | ꌪ     |         |          |         |          |        |       | ꏠ     | ꏼ      | ꐘ      | ꐱ       | ꑊ     | ꑝ    | ꑱ    | it [e̝̋]   |
| ix [é̝]   | ꊎ     | ꊯ      | ꋑ      | ꋮ       | ꌊ    | ꌫ     |         |          |         |          |        |       | ꏡ     | ꏽ      | ꐙ      | ꐲ       | ꑋ     | ꑞ    | ꑲ    | ix [é̝]   |
| i [ē̝]    | ꊏ     | ꊰ      | ꋒ      | ꋯ       | ꌋ    | ꌬ     |         |          |         |          |        |       | ꏢ     | ꏾ      | ꐚ      | ꐳ       | ꑌ     | ꑟ    | ꑳ    | i [ē̝]    |
| ip [ê̝]   | ꊐ     | ꊱ      | ꋓ      | ꋰ       | ꌌ    | ꌭ     |         |          |         |          |        |       | ꏣ     | ꏿ      | ꐛ      | ꐴ       | ꑍ     | ꑠ    | ꑴ    | ip [ê̝]   |
| iet [ɛ̠̋]  |        | ꊲ      | ꋔ      |          |       |        |         |          |         |          |        |       | ꏤ     | ꐀ      | ꐜ      | ꐵ       | ꑎ     | ꑡ    | ꑵ    | iet [ɛ̠̋]  |
| iex [ɛ̠́]  | ꊑ     | ꊳ      | ꋕ      | ꋱ       | ꌍ    | ꌮ     |         |          |         |          |        |       | ꏥ     | ꐁ      | ꐝ      | ꐶ       | ꑏ     | ꑢ    | ꑶ    | iex [ɛ̠́]  |
| ie [ɛ̠̄]   | ꊒ     | ꊴ      | ꋖ      | ꋲ       | ꌎ    | ꌯ     |         |          |         |          |        |       | ꏦ     | ꐂ      | ꐞ      | ꐷ       | ꑐ     | ꑣ    | ꑷ    | ie [ɛ̠̄]   |
| iep [ɛ̠̂]  | ꊓ     | ꊵ      | ꋗ      | ꋳ       | ꌏ    | ꌰ     |         |          |         |          |        |       | ꏧ     | ꐃ      | ꐟ      | ꐸ       | ꑑ     | ꑤ    | ꑸ    | iep [ɛ̠̂]  |
| at [a̠̋]   | ꊔ     | ꊶ      | ꋘ      | ꋴ       | ꌐ    | ꌱ     | ꍆ      | ꍡ       |         | ꎔ       | ꎫ     | ꏆ    |        |         |         |          |        |       |       | at [a̠̋]   |
| ax [á̠]   | ꊕ     | ꊷ      | ꋙ      | ꋵ       | ꌑ    | ꌲ     | ꍇ      | ꍢ       | ꍼ      | ꎕ       | ꎬ     | ꏇ    |        |         |         |          |        |       |       | ax [á̠]   |
| a [ā̠]    | ꊖ     | ꊸ      | ꋚ      | ꋶ       | ꌒ    | ꌳ     | ꍈ      | ꍣ       | ꍽ      | ꎖ       | ꎭ     | ꏈ    |        |         |         |          |        |       |       | a [ā̠]    |
| ap [â̠]   | ꊗ     | ꊹ      | ꋛ      | ꋷ       | ꌓ    | ꌴ     | ꍉ      | ꍤ       |         | ꎗ       | ꎮ     | ꏉ    |        |         |         |          |        |       |       | ap [â̠]   |
| uot [ɔ̠̋]  |        |         |         |          |       |        |         | ꍥ       |         |          |        |       | ꏨ     | ꐄ      |         |          |        |       | ꑹ    | uot [ɔ̠̋]  |
| uox [ɔ̠́]  | ꊘ     | ꊺ      |         | ꋸ       | ꌔ    |        | ꍊ      | ꍦ       | ꍾ      |          | ꎯ     | ꏊ    | ꏩ     | ꐅ      | ꐠ      | ꐹ       | ꑒ     | ꑥ    | ꑺ    | uox [ɔ̠́]  |
| uo [ɔ̠̄]   | ꊙ     | ꊻ      |         | ꋹ       | ꌕ    |        | ꍋ      | ꍧ       | ꍿ      |          | ꎰ     | ꏋ    | ꏪ     | ꐆ      | ꐡ      | ꐺ       | ꑓ     | ꑦ    | ꑻ    | uo [ɔ̠̄]   |
| uop [ɔ̠̂]  | ꊚ     | ꊼ      |         |          | ꌖ    |        | ꍌ      | ꍨ       |         |          | ꎱ     | ꏌ    | ꏫ     | ꐇ      | ꐢ      |          | ꑔ     |       | ꑼ    | uop [ɔ̠̂]  |
| ot [ő̝]   | ꊛ     | ꊽ      |         |          | ꌗ    | ꌵ     | ꍍ      | ꍩ       | ꎀ      |          | ꎲ     | ꏍ    | ꏬ     | ꐈ      | ꐣ      | ꐻ       | ꑕ     | ꑧ    | ꑽ    | ot [ő̝]   |
| ox [ó̝]   | ꊜ     | ꊾ      | ꋜ      | ꋺ       | ꌘ    | ꌶ     | ꍎ      | ꍪ       | ꎁ      | ꎘ       | ꎳ     | ꏎ    | ꏭ     | ꐉ      | ꐤ      | ꐼ       | ꑖ     | ꑨ    | ꑾ    | ox [ó̝]   |
| o [ō̝]    | ꊝ     | ꊿ      | ꋝ      |          | ꌙ    | ꌷ     | ꍏ      | ꍫ       | ꎂ      | ꎙ       | ꎴ     | ꏏ    | ꏮ     | ꐊ      | ꐥ      | ꐽ       | ꑗ     | ꑩ    | ꑿ    | o [ō̝]    |
| op [ô̝]   | ꊞ     | ꋀ      | ꋞ      | ꋻ       | ꌚ    | ꌸ     | ꍐ      | ꍬ       | ꎃ      | ꎚ       | ꎵ     | ꏐ    | ꏯ     | ꐋ      | ꐦ      | ꐾ       | ꑘ     | ꑪ    | ꒀ    | op [ô̝]   |
|          | z [t͡s] | c [t͡sʰ] | zz [d͡z] | nz [ⁿd͡z] | s [s] | ss [z] | zh [t͡ʂ] | ch [t͡ʂʰ] | rr [d͡ʐ] | nr [ⁿd͡ʐ] | sh [ʂ] | r [ʐ] | j [t͡ɕ] | q [t͡ɕʰ] | jj [d͡ʑ] | nj [ⁿd͡ʑ] | ny [ɲ] | x [ɕ] | y [ʑ] |          |
| et [ɤ̝̋]   |        |         |         |          |       |        | ꍑ      | ꍭ       | ꎄ      | ꎛ       | ꎶ     |       |        |         |         |          |        |       |       | et [ɤ̝̋]   |
| ex [ɤ̝́]   | ꊟ     | ꋁ      | ꋟ      | ꋼ       | ꌛ    | ꌹ     | ꍒ      | ꍮ       | ꎅ      | ꎜ       | ꎷ     | ꏑ    |        |         |         |          |        |       |       | ex [ɤ̝́]   |
| e [ɤ̝̄]    | ꊠ     | ꋂ      | ꋠ      | ꋽ       | ꌜ    | ꌺ     | ꍓ      | ꍯ       | ꎆ      | ꎝ       | ꎸ     | ꏒ    |        |         |         |          |        |       |       | e [ɤ̝̄]    |
| ep [ɤ̝̂]   | ꊡ     | ꋃ      | ꋡ      |          | ꌝ    | ꌻ     | ꍔ      | ꍰ       | ꎇ      | ꎞ       | ꎹ     | ꏓ    |        |         |         |          |        |       |       | ep [ɤ̝̂]   |
| ut [v̩̋ʷ]  | ꊢ     | ꋄ      |         |          | ꌞ    | ꌼ     | ꍕ      |          | ꎈ      | ꎟ       | ꎺ     | ꏔ    | ꏰ     | ꐌ      | ꐧ      |          | ꑙ     |       | ꒁ    | ut [v̩̋ʷ]  |
| ux [v̩́ʷ]  | ꊣ     | ꋅ      | ꋢ      | ꋾ       | ꌟ    | ꌽ     | ꍖ      | ꍱ       | ꎉ      | ꎠ       | ꎻ     | ꏕ    | ꏱ     | ꐍ      | ꐨ      | ꐿ       | ꑚ     |       | ꒂ    | ux [v̩́ʷ]  |
| u [v̩̄ʷ]   | ꊤ     | ꋆ      | ꋣ      | ꋿ       | ꌠ    | ꌾ     | ꍗ      | ꍲ       | ꎊ      | ꎡ       | ꎼ     | ꏖ    | ꏲ     | ꐎ      | ꐩ      | ꑀ       | ꑛ     |       | ꒃ    | u [v̩̄ʷ]   |
| up [v̩̂ʷ]  | ꊥ     | ꋇ      | ꋤ      | ꌀ       | ꌡ    | ꌿ     | ꍘ      | ꍳ       | ꎋ      | ꎢ       | ꎽ     | ꏗ    | ꏳ     | ꐏ      | ꐪ      | ꑁ       | ꑜ     |       | ꒄ    | up [v̩̂ʷ]  |
| urx [v̠̩́ʷ] | ꊦ     | ꋈ      | ꋥ      | ꌁ       | ꌢ    |        | ꍙ      | ꍴ       | ꎌ      | ꎣ       | ꎾ     | ꏘ    | ꏴ     | ꐐ      | ꐫ      | ꑂ       |        |       | ꒅ    | urx [v̠̩́ʷ] |
| ur [v̠̩̄ʷ]  | ꊧ     | ꋉ      | ꋦ      | ꌂ       | ꌣ    |        | ꍚ      | ꍵ       | ꎍ      | ꎤ       | ꎿ     | ꏙ    | ꏵ     | ꐑ      | ꐬ      | ꑃ       |        |       | ꒆ    | ur [v̠̩̄ʷ]  |
| yt [z̩̋]   | ꊨ     | ꋊ      | ꋧ      | ꌃ       | ꌤ    | ꍀ     | ꍛ      | ꍶ       | ꎎ      | ꎥ       | ꏀ     | ꏚ    | ꏶ     | ꐒ      | ꐭ      | ꑄ       |        | ꑫ    | ꒇ    | yt [z̩̋]   |
| yx [ź̩]   | ꊩ     | ꋋ      | ꋨ      | ꌄ       | ꌥ    | ꍁ     | ꍜ      | ꍷ       | ꎏ      | ꎦ       | ꏁ     | ꏛ    | ꏷ     | ꐓ      | ꐮ      | ꑅ       |        | ꑬ    | ꒈ    | yx [ź̩]   |
| y [z̩̄]    | ꊪ     | ꋌ      | ꋩ      | ꌅ       | ꌦ    | ꍂ     | ꍝ      | ꍸ       | ꎐ      | ꎧ       | ꏂ     | ꏜ    | ꏸ     | ꐔ      | ꐯ      | ꑆ       |        | ꑭ    | ꒉ    | y [z̩̄]    |
| yp [ẑ̩]   | ꊫ     | ꋍ      | ꋪ      | ꌆ       | ꌧ    | ꍃ     | ꍞ      | ꍹ       | ꎑ      | ꎨ       | ꏃ     | ꏝ    | ꏹ     | ꐕ      | ꐰ      | ꑇ       |        | ꑮ    | ꒊ    | yp [ẑ̩]   |
| yrx [ź̠̩]  | ꊬ     | ꋎ      | ꋫ      | ꌇ       | ꌨ    | ꍄ     | ꍟ      | ꍺ       | ꎒ      | ꎩ       | ꏄ     | ꏞ    | ꏺ     | ꐖ      |         | ꑈ       |        | ꑯ    | ꒋ    | yrx [ź̠̩]  |
| yr [z̠̩̄]   | ꊭ     | ꋏ      | ꋬ      | ꌈ       | ꌩ    | ꍅ     | ꍠ      | ꍻ       | ꎓ      | ꎪ       | ꏅ     | ꏟ    | ꏻ     | ꐗ      |         | ꑉ       |        | ꑰ    | ꒌ    | yr [z̠̩̄]   |
|          | z [t͡s] | c [t͡sʰ] | zz [d͡z] | nz [ⁿd͡z] | s [s] | ss [z] | zh [t͡ʂ] | ch [t͡ʂʰ] | rr [d͡ʐ] | nr [ⁿd͡ʐ] | sh [ʂ] | r [ʐ] | j [t͡ɕ] | q [t͡ɕʰ] | jj [d͡ʑ] | nj [ⁿd͡ʑ] | ny [ɲ] | x [ɕ] | y [ʑ] |          |

## Unicode
El bloque Unicode para el yi moderno, llamado "sílabas yi", comprende 1.164 sílabas (U+A000-A48C). Las sílabas con una marca de arco diacrítico se codifican por separado solo en forma precompuesta, no se pueden descomponer canónicamente en una sílaba más una marca de arco diacrítico que las combina) y una marca de iteración de sílaba (U+A015, incorrectamente llamada YI SYLLABLE WU). Además, un conjunto de 55 radicales para su uso en la clasificación de diccionarios están codificados en U+A490 a U+A4C6 (radicales yi).  Las sílabas yi y los radicales yi se agregaron como nuevos bloques al Estándar Unicode con la versión 3.0.
El yi clásico, que es una escritura ideográfica al igual que los caracteres chinos, pero con un origen muy diferente, aún no ha sido codificado en Unicode, pero en 2007 se realizó una propuesta para codificar 88.613 caracteres del yi clásico (incluidas muchas variantes para dialectos regionales específicos o evoluciones históricas). Se basan en un conjunto extendido de radicales (hay alrededor de 109 radicales conocidos compartidos entre al menos nueve de los diez dialectos nusuo, más que los utilizados en el silabario yi moderno, y en casos raros algunos glifos se tomaron prestados del chino, no necesariamente con ninguna similitud semántica o fonológica). 

## Lectura adicional
- Miyake, Marc . 2011. Romanización de Yi. (Partes 1-5, 6. )